# 木戶孝允
木戶孝允 （日语：／ Kido Takayoshi；1833年8月11日—1877年5月26日），為幕末到明治時代初期活躍的武士、政治家。位階勳等為贈從一位勳一等。木户孝允本姓和田，後過繼桂家為養子，名為桂小五郎，幕末時期以「長州藩的桂小五郎」之名聞名日本，為尊王攘夷派中心人物。而後因受幕府通緝，長州藩主毛利敬親賜姓木户，更名木户孝允，維新後分別擔任總裁局顧問、參與、外國官副知事、待詔院出仕、參議（明治3年6月至7年5月）、特命全權副使、文部卿（明治7年1月至同年5月）、兼内務卿、再度擔任參議（明治8年3月至9年3月）、宮内省出仕、內閣顧問等職務，為長州閥之統帥代表者。與薩摩的西鄉隆盛、大久保利通一起被並稱為維新三傑，同時也是維新十傑之一。其妹妹之孫子是战犯木戶幸一。

## 概要
吉田松陰的弟子，長州正義派的藩士，練兵館塾頭之劍豪，素有留學志向，主張開國與破約攘夷的勤皇志士，長州藩的外交擔當者，歸藩後作為藩廳政務座之最高負責人而活躍著。特別是在志士時代，不顧被幕府追殺的生命危險而持續地在京都活動。
維新後，成為專任之總裁局顧問，依「政體書」而推動「官吏公選」等諸多政策而持續提出建言。在提倡文明開化的一方面，通過版籍奉還、廢藩置縣努力瓦解了諸封建制度，整備為由薩長土肥四巨頭構成的參議內閣制。並實現海外視察，歸國後，要求政府內部理解自己很早以前開始提倡的，對於一個國家，其擁有憲法與三權分立的必要性；其他方面，務實新的國民教育與天皇教育之充實，更推動士族授產（救濟、扶助士族的措施）。長州藩主毛利敬親及明治天皇，皆對其有深厚的信賴。妻子為幕末動亂期的救命恩人，同時也是維新同志的京都藝妓幾松（いくまつ）（木戶松子）。
木戶雖然是開明派，但置身於從激進派到守舊派權力鬥爭不斷的明治政府中，精神苦惱源源不絕，甚至影響了健康。西南戰爭時期，木戶在京都出差中發病，進入病危狀態，即使在意識不清的狀態下也會痛斥“西鄉，適可而止吧！”，就在擔憂政府與西鄉雙方該何去何從之中與世長辭。

## 名字
關於「木戶」以前的舊姓，八歲以前為「和田」，八歲以後為「桂」。小五郎、貫治、準一郎為通稱。在性命飽受狙殺危險的幕末時期，也使用了「新堀松輔」、「広戶孝助」等等的變名。「小五郎」是其所出生的和田家的祖先之名，並非第五个儿子的意思。「木戶」的姓則是第二次征長戰前（慶應2年），藩主毛利敬親所賜姓。
「孝允」此名，雖是桂家當家歷代繼承而來的諱名，但在戊辰戰爭結束後的明治2年（1868年），和心腹大村益次郎共同為建立東京招魂社（靖國神社的前身）而盡力，為了再一次地追悼與彰顯近代國家的建設而奉獻性命的同志們，自己以諱名的「孝允」作為正式名稱而使用之。
名字大致上的推移如下：和田小五郎（在成為桂家養子之前）、桂小五郎（8歲以後）、木戶貫治（33歲）、木戶準一郎（33歲以後）、木戶孝允（36歲以後，年齡皆以滿歲計算）。雅號有「松菊」、「松菊木戶孝允」、「木戶松菊」或是「松菊木戶公」等。其他尚有「木圭」、「猫堂」、「鬼怒」、「広寒」、「老梅書屋」、「竿鈴」、「干令」等等的稱號。

## 少年經歷

### 少年時代

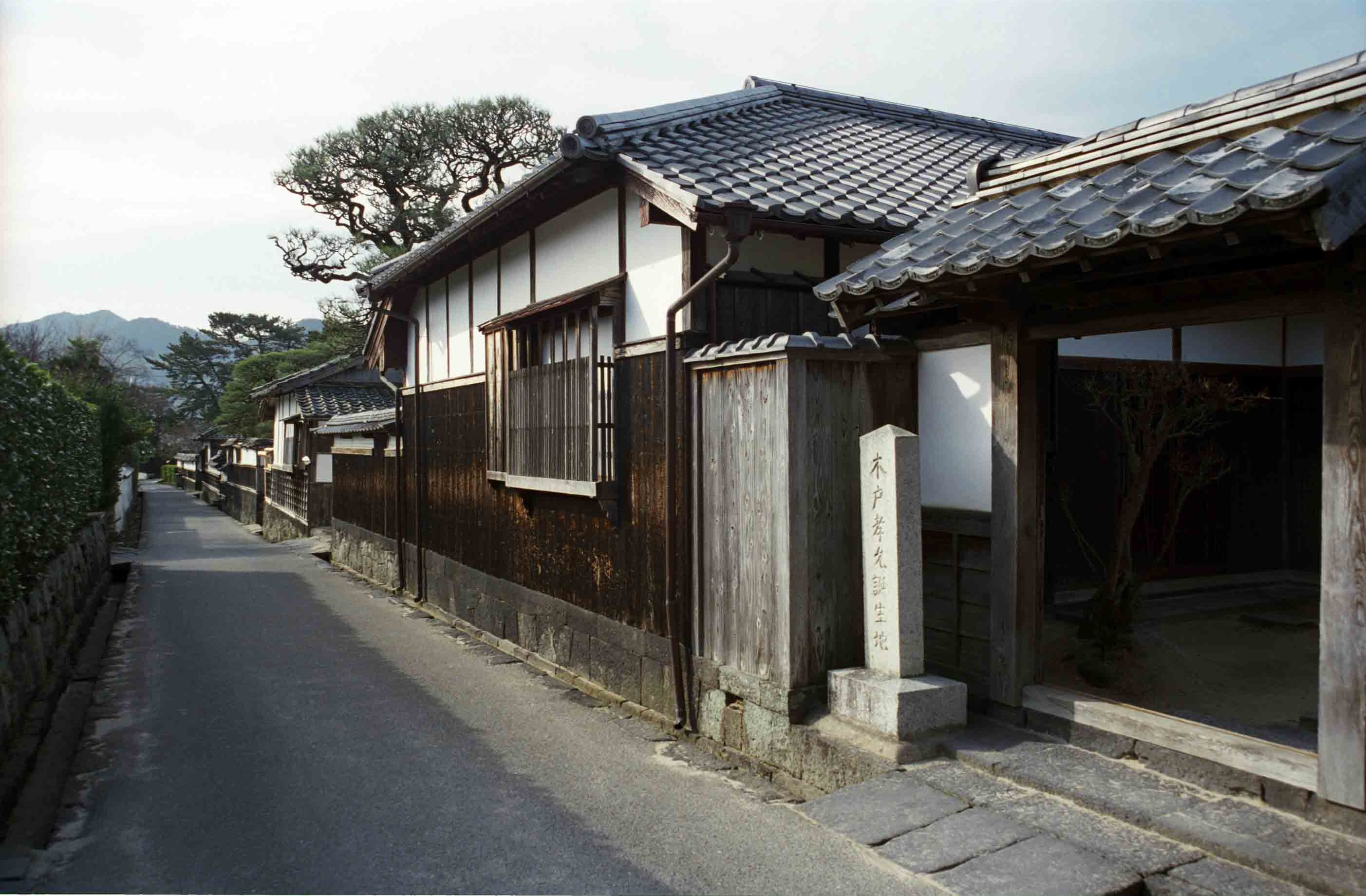
木戶孝允舊宅--誕生至20歲出發至江戶前的成長居所

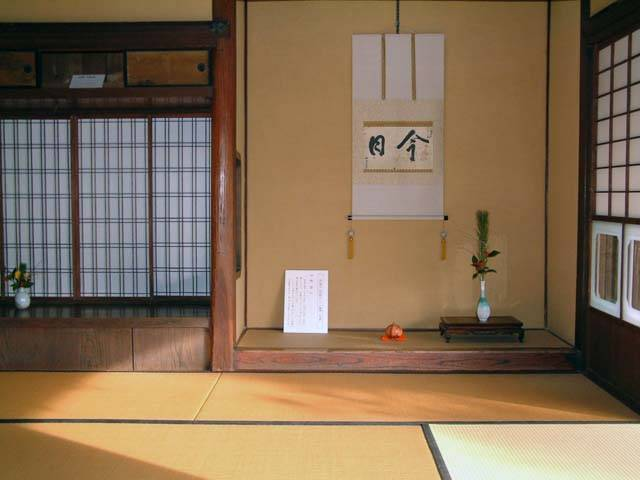
少年時期的習字掛軸

天保4年六月26日（1833年8月11日），出生在長門國萩城下吳服町（現在的山口縣萩市），為藩醫和田昌景的長男，據說和田家是毛利元就的第七男、天野元政的後裔。小五郎的母親是和田昌景的後妻，上面有二位前妻所生的姐姐。雖然是長男，但被認為病弱而無法成人，長姐招婿文讓繼承家業，長姊死後，續娶了次姐。天保11年（1840年），小五郎成為和田家對面的桂家養子（養父為桂九郎兵衛，家禄150石），得以武士身分與俸祿，次年，桂家養母過世，回到和田家，由生父、生母、二姊共同扶養。
少年時代雖體弱多病，但另一方面卻是個非常淘氣的頑劣兒童。經常把萩城下松本川中來去的船隻連人帶船一併撞翻，對此樂此不疲。有一次，潛入水中探出頭，把手放在船缘上说“那麼，船就要翻了”時，憤怒的掌船人用船槳狠狠一擊，旁觀之人不免驚叫，而小五郎，却不知是不是已在預料内，登岸後，即使即使額頭流血據說也是咯咯直笑，由這時候開始額頭便留下了弓型傷痕，往後的日子仍可見。
十幾歲以後，藩主毛利敬親面前二度表演即興漢詩及"孟子"的解說，皆受到褒獎，以此作為長州的青年才俊受到注目。嘉永元年（1848年），因病相繼失去了二姊與生母後，過於悲傷臥床許久，不斷向周圍訴說希望出家替二姐與生母祈福。嘉永2年（1849年），入吉田松陰門下學習兵術，松陰評：「有成事之才。」，並有「桂，為我所重視之人」的描述，除了師生間關係之外也保持著親友般的關係。

### 劍豪桂小五郎
弘化3年（1846年），進入長州藩的劍術師範—內藤作兵衛的新陰流道場修行。嘉永元年（1848年），元服後繼承桂家大組士身分，由和田小五郎成為桂小五郎，生父向其言道「既然原本並非武士，就必須比別人加倍努力，粉骨精進以報君恩」。此後，小五郎比其他人更用心修行劍術，隨後實力精進，漸漸受到周圍認可。嘉永5年（1852年），小五郎決意以劍術修行之名義自費留學江戶，在得到藩的正式許可後，與其他五名公費留學生同行。
入門於江戶三大道場之一—「力之齋藤」（齋藤彌九郎）的練兵館（九段北三丁目），得到神道無念流的免許皆傳，入門一年後即成為道場塾頭。流傳著，挺拔的桂小五郎在對戰時只要擺出竹刀上段之姿，「周遭人皆折服於其靜謐氣魄」之言。與大村藩的渡邊昇同期得到齊藤道場的免許皆傳，並稱為練兵館之雙璧。
大略同時期的江戶，武市半平太於「位之桃井」（桃井春藏）的士学館（鏡新明智流劍術、新富一丁目）擔任道場塾頭，而坂本龍馬也於「技之千葉」（千葉定吉）的桶町千葉道場（北辰一刀流劍術、八重洲二丁目）擔任道場塾頭。
曾將幕府講武所總裁男谷信友的直系弟子擊敗，直到受藩命歸國的五年餘，小五郎作為練兵館塾頭，其間以劍豪之名名震天下，被延攬於大村藩等之江戶藩邸，指導藩士劍術。流傳在安政5年（1858年）10月，小五郎與武市半平太、坂本龍馬曾參賽於桃井道場的擊劍大會，但事實上武市與坂本9月間已歸土佐藩，並不在江戶。

### 志向留學・開國・破約攘夷之志士
擔任練兵館塾頭的同時，受培里再度來航（1854年）之刺激後，立刻經師傅齋藤彌九郎介紹，向江川英龍（伊豆、甲斐、相模等天領五國之代官）提出實際參觀的申請（江戶時代人民無法自由移動），以隨從的身分陪同江川英龍親眼目睹了培里的艦隊。
松陰實行「下田踏海」（松陰打算由靜岡下田港出海密渡海外的計畫）之際，希望隨同協助，卻被為弟子著想的松陰堅決制止，結果「下田踏海」失敗後得免於幕府的刑罰。隨後與其內弟來原良蔵一同向藩府呈交文書申請海外留學，令忙於應對松陰「下田踏海」後幕府監視的藩政府再度驚愕不止。
海外留學相當於觸犯江戶幕府的鎖國令，尚未有倒幕思想的長州藩政府，此時即使秘密間也不敢許可。小五郎被訓斥後在擔任練兵館道場塾頭的同時，開始求學於當代各名流之間，欲求吸收時代最尖端之技術為己用。
- 向幕府代官兵學家的江川英龍學習西洋兵學，小槍（砲）術，砲台建築術
- 向浦賀奉行所支配組與力的中島三郎助（日语：中島三郎助）學習造船術，雖說是短暫的修學期間，小五郎與中島三郎助卻對彼此相當認同，名为師徒，其間小五郎受到了中島家如同對親子般的厚爱。中島雖身為開明者，卻以幕臣之身分，始終貫徹自己的立場，箱館戰爭之際與二子一同壯烈戰死在五稜郭。明治政府成立後，木戶無法忘記中島之恩，盡力資助保護中島遺族，收養中島之女為義女。明治9年（1875年），木戶隨行視察北海道、奧羽時，回想往事而慟哭。
- 向江戶幕府海防掛本多越中守的家臣學習西洋式縱型帆船造船術。
- 向長州藩士手塚律蔵（日语：手塚律蔵）學習英語。

文久2年（1862年），小五郎在藩政府中樞開始嶄露頭角，與周布政之助、久坂玄瑞（義助）共同採用松陰的航海雄略論為基礎方針，擊敗了長州大目付長井雅樂所主張的，單獨對幕府有利而開國的《航海遠策略》。此後，長州藩藩論定位於開國攘夷，同時對屈於異國而違旨開港、卻又鎖港鎖國攘夷的幕府路線，痛斥為不值一談。文久二年至文久三年之春，長州藩開明派高層逐漸達成共識，派遣留學生視察歐美、吸收歐美文化，最終實現攘夷自主開國。
文久3年（1863年）5月8日，長州藩派出秘密留學生至英國留學，於橫濱出發。被稱為長州五傑的密航留學生，分別為井上馨（聞多）、伊藤博文（俊輔）、山尾庸三、井上勝、遠藤謹助，使用藩費留學。此政策之所以能夠實現，是因為周布將志向留學的小五郎提拔為藩政中心人物，繼而小五郎拔擢通曉荷蘭語與英語的村田藏六（大村益次郎）處於藩政中心，於是，長州藩權力中心漸漸形成了開明派主政的局面。
5月12日，久坂玄瑞不顧小五郎與高杉晉作以往的慎重論（無謀論），依照江戶幕府受命於朝廷而發出的攘夷宣言，率領長州軍炮擊在下關通過關門海峽的外國船艦為攘夷戰爭的開始，此戰爭約持續兩年，理所當然，未能實現破約攘夷，最終以長州藩失敗告終。經過高杉晉作的談判，英美法荷四國聯軍要求有發出攘夷令的幕府支付賠償金。
5月，受藩命由江戶上京，在京都與久坂玄瑞、真木和泉等共為破約攘夷而奔波，政治目標為強藩聯合後實現大政奉還，建設新國家。

## 實現大政奉還

### 蛤御門之變
八月十八日政變在小五郎等人的不懈努力下依然名正言順，但池田屋事件導致尊攘派群情激憤，儘管小五郎、周布政之助與高杉晉作皆反對，仍無法制止先發部隊三百名藩士的上京，久坂玄瑞於山崎天王山、來島又兵衛於嵯峨天龍寺、福原越後軍則置軍伏見，希望此舉能夠迫使朝廷平反長州藩主父子及長州派公卿的冤屈。朝廷也為此作出回應，會談已經進行到朝廷準備把京都守護職之職由會津藩改為長州藩，此時，一橋慶喜以半威脅態度表示「如果如此行事，以後幕府對朝廷的一切將置之不管」，並無覺悟到要與會津藩、幕府成為敵對關係的孝明天皇和公卿們，因此輕易感到畏懼而反悔。
原處於劣勢的中川宮朝彥親王等佐幕派公卿們恢復勢力，強行介入並中斷朝廷、長州派公卿與長州藩間的交涉，依從幕府方面（一橋慶喜、會津、薩摩守舊派）一舉消滅長州軍的意圖，朝廷發出了要求長州軍於期限內撤退的最後警告。
長州軍以武家名譽做賭注，無法未達成任何目的即垂喪逃亡般地返回本藩。於是，長州先發部隊在呈交建白書請求尚在瀨戶內海、由毛利定廣率領的二千長州本軍返回本藩後，賭上向天皇直訴和集體死諫的先發部隊，衝向蛤御門，禁門戰爭此時爆發。
- 來島又兵衛率領的嵯峨天龍寺長州軍遭會津軍擊破，在皇宮中已被逼退一步，又遭薩摩軍側面攻擊，來島戰死後潰不成軍，敗逃四散。
- 福原越後率領的伏見長州軍並未抵達御所，早早往大阪方向撤離。
- 久坂玄瑞率領的天王山長州軍，於渡淀川時遭泥濘所困，抵達時時機已失，戰鬥接近尾聲，本打算以鷹司輔熙邸為據點直接向天皇訴願，但也未能實現，久坂等即以大將身分在燃燒中之鷹司邸切腹，殘黨則往天王山方向撤退。

此時的小五郎計畫說服因州藩加入長州陣營，在有棲川宮邸與因州的尊攘派實力者河田景与展開了最後的談判，因州藩任皇宮警衛，如能得到因州藩的協助，長州軍即可直入皇居，但此時河田眼見大勢已去，以時機尚早為由拒絕與長州同盟。違反先前約定而被背叛的小五郎，在孝明天皇出皇居後的避難路途中等待直訴，失敗後背向鷹司邸奮戰脫困，自此之後，在幾松和對馬藩士大島友之允的協助下，開始了真正的潛伏生活。禁門之變後會津藩等幕府勢力對長州人全面追緝捕殺，在理解到京都已無法繼續潛伏後，出京都，潛伏於但馬出石。

### 第一次長州征討
幕府對成為朝敵而敗北的長州進行了第一次長州征討，這時長州正義派政權下台，由俗論派（保守派）掌權，這次征討結果長州不戰而敗，三位家老自裁，其他幕僚自裁或被處刑以承擔責任。
之後，長州俗論派開始全面肅清正義派，但高杉晉作所率領的正義派軍隊揭竿而起，發動軍事政變（功山寺舉兵）並取得勝利，俗論派政權自此告終。其後，得知小五郎潛伏在何處的大村益次郎與高杉晉作等人，將小五郎以長州正義派統帥者身分迎回長州。擔任長州政務座後，為實現高杉等人所期望的武備恭順方針，而向軍制改革與藩政改革的方向邁進。

### 薩長同盟
長州藩經由土佐的土方楠左右衛門、中岡慎太郎、坂本龍馬等人斡旋，秘密地和薩摩結為同盟。同盟後，桂曾慎重地致信向龍馬確認協談內容無誤，請其背書。內容趣旨如下：
- 開戰後薩摩派兵上京與駐京之兵合流，穩住京都大阪要害
- 若長州看似有勝算時，薩摩負責向朝廷進言
- 萬一看似要敗，長州一年半載也不至於毀滅，這之間薩摩也必須盡力
- 戰爭結束後，薩摩一定要對朝廷訴說長州冤枉
- 若土、橋、會、桑等藩一定要慫恿朝廷、違背正義，再三進言也無用的話，只能決戰
- 洗清冤屈後，雙方誠心實意為國家粉身碎骨盡力。

於慶應二年（1866年）1月22日京都結盟以來，桂以長州代表身分，和薩摩的小松帶刀、大久保利通、西鄉隆盛等人屢次展開會談，使薩長同盟更趨堅定。在同盟之下，長州以薩摩名義向英國購入武器、軍艦。

### 第二次長州征討
幕府以長州武備恭順和大村益次郎等人的秘密貿易為藉口，強行發動第二次長州征討（四境戰爭）。
透過薩長同盟而秘密購入武器及船艦，並在大村益次郎之主導下實施近代軍制改革的長州軍，士氣十分高昂。當時正在長州的坂本龍馬對此有強烈感受，甚至在給薩摩的信裡寫道「長州軍是日本最強的」。藩政府更印刷「長防士民合議書」36萬冊發給不分士農工商的領內各戶，使領民一致團結起來。
- 初戰，由幕府軍向防禦薄弱的大島口發動突襲開始，一向鎮定的小五郎緊急把小倉口的指揮官高杉調至大島口。在高杉指揮船艦向幕府艦隊展開奇襲砲擊後，形勢開始逆轉，之後世良修蔵（日语：世良修蔵）所率第二奇兵隊的活躍表現決定了長州方的勝利。
- 大村益次郎任指揮官的石州口、藝州口，鄰近的津和野藩採取中立態度，也多虧廣島藩對征長戰役所持之消極態度，長州方在此輕易取勝。
- 特別是當井上馨所率之藝州口長州軍，朝幕府本陣所在地的廣島國泰寺蜂擁而至時，不只是幕府軍、連廣島藩都慌了手腳。
- 由於肥後軍的猛烈攻擊而持續到八月的小倉口戰役，因幕府仍保持著消極姿態而未給以相應支持，認為實無必要損兵折將、招惹長州怨恨的各藩一同撤兵，而告落幕。

大島口、藝州口、石州口三地在極短時間內相繼擊敗幕府軍，剩下的小倉口，也因原本打算抗戰到底的肥後軍戰意全失，而確立了長州的勝利，此結果使浜田藩（包含天領、石見銀山）和小倉藩的大部分土地，於明治二年（1869年）版籍奉還之前，均納入長州藩之領土。

## 建立維新政府

### 明治維新政府内

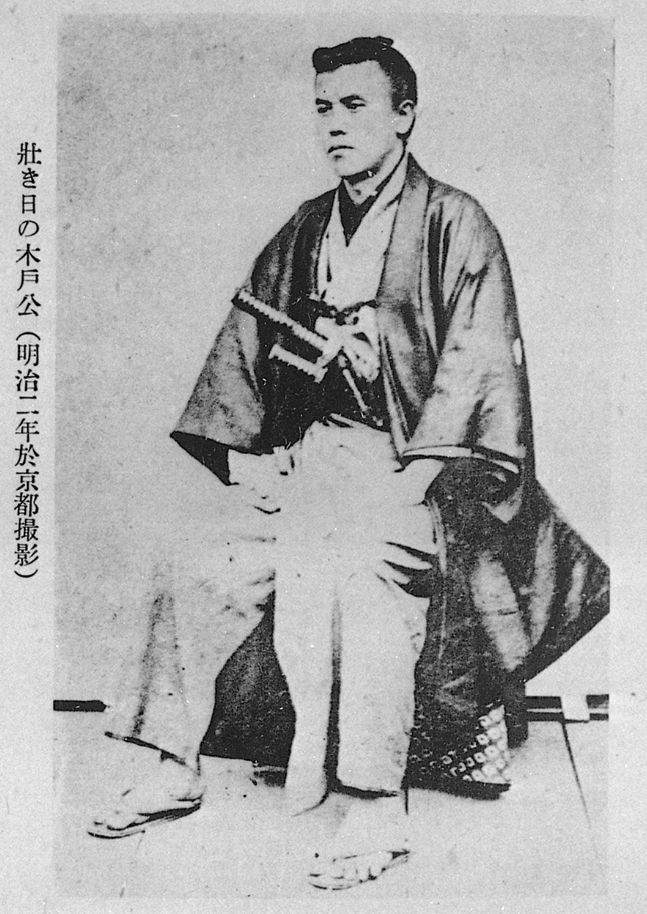
明治二年于京都

明治新政府建立，岩倉具視認為其有很高的政治識見，因而僅由其一人擔任總裁局顧問，為所有政策的實質上最終決定責任者。太政官制度改革之後，擔任外國事務掛、參與、參議、文部卿等職務。明治元年（1868年）以來，屢屢提出開明的建言，並持續率先做政策的實行。五條御誓文、新聞媒體的發達推進、封建的風俗習慣之廢止、版籍奉還、廢藩置縣、人材優先、四民平等、憲法制定、三權分立的確立、兩院制的建立、教育充實、法治主義的確立等建言，使明治政府漸次實施。再者，並於該際即提出將軍人登用為閣僚之禁止（文民統制）、地方警察制度與裁判制度等極為現代化且開明的建言。

### 五條御誓文
關於明治元年（1868年）3月14日發布之五條御誓文，木戶基於福岡孝弟之擬訂版本，將第一條之「興列侯之會議」改為「廣興會議」、新插入第四條「破除舊有之陋習，一本天地之公道」。其他尚有以下等修正：
- 將福岡所擬草案的第三條後段以更練達的表現方式修正為「毋使人心倦怠」，然而前段「官武一體，以至庶民，各遂其志」則尊重福岡孝悌獨特的風格未予更動。
- 將「求知識於世界，大振皇國之基業」放置於第五條，而木戶則欲將「日本人將成為世界之人，必須從國民基礎開始本質性的改變與提高」作為明治維新的最重要課題，給與全國人民深刻印象。

而由明治天皇親率文武百官向天地、人民宣誓的儀式，係基於木戶的構想，木戶說服了抵抗的守舊派，並使天皇更加認真對待維新。

### 參議内閣制之確立與崩壞
為消除明治政府草創初期的朝令夕改、百家爭鳴狀態，隨著明治4年（1871年）6月實現廢藩置縣的斷行而稍趨穩定的政府，西鄉隆盛、大久保利通、岩倉具視、三條實美共同要求由木戶獨自一人擔任參議。雖然眾人希望構築一個「政令一途」的有效率體制，但重視開明與合議制的木戶，對此持續堅持反對。依照大久保的妥協案，木戶同意由自己和西鄉共同擔任參議，但隨後基於為補足對政務不嫻熟的西鄉之由，向西鄉建議讓肥前（佐賀）的大隈重信（與當時的木戶同屬激進洋化派）也擔任參議，西鄉則回應「那麼土佐的板垣退助也應該擔任參議」，於是確立了由薩長土肥各一人擔任參議的共和制參議內閣制。但是，因為施行者木戶隨後即為海外視察的全權副使而空位，這所謂薩長土肥各一人的共和制參議內閣制並沒有維持許久。
海外視察組（岩倉具視、木戶孝允、大久保利通、伊藤博文等人）與留守政府組（三條實美、西鄉隆盛、大隈重信、井上馨、江藤新平、板垣退助等人）有著如下約定：「至海外視察結束之前，如未以郵送文書進行合意，則不能變更明治政府的主要體制及人事。」以留守政府的執行結果而言，這樣的約定就形同具文，但由於海外視察組亦未遵守約定時程歸國，使原先的短期考察計畫，延長至將近兩年，導致也無法再對留守政府的責任予以追究。但是，由留守政府提出的征韓論，在海外視察組眼中卻只能是絕對無法苟同的無謀之舉。
木戶為海外視察期間出國的唯一參議，歸國後，原因不明的劇烈頭痛等舊病突然再犯，並持續復發、惡化。不知是否因為疾病，木戶從此時開始已無法真正地執掌明治政府。

### 岩倉使節團與其影響

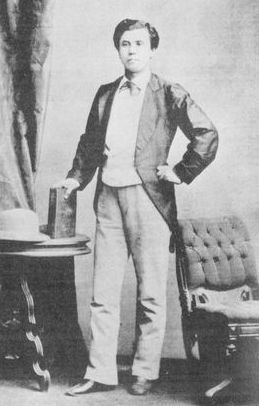
明治5年4月於美國華盛頓

木戶幕末以來的宿願——「開國」和「破約攘夷」——也就是撤銷不平等條約並締結對等條約，為此目的，作為岩倉使節團的全權副使之一，進行條約修正的預備交涉並視察歐美。不單是歐美進步的文化，其亦洞察到民主主義的不完全性與危險性而歸，至今為止的開明急進派立場轉變為漸進派，畢竟，歐美與日本彼此間的文化差異實在過大了。再者，痛切感到將征韓論等撤回與內治優先的必要性，積極倡訴憲法制定與二院制議會的設置，並致力於國民教育與天皇教育的充實。後來親自擔任文部卿，為充實國民教育盡力。對於西鄉隆盛等人主張之征韓論、大隈重信與西鄉從道等人主張之臺灣出兵（牡丹社事件），一貫反對。為將農民由不公平的稅制與重稅中解放而積極推進的地租改正，以及為廢止武士特權而使其尋找新謀生之途而構想的秩祿處分（取消士族的俸祿），於實行之時，木戶均激烈的反對。當政府於明治7年（1874年）5月決定出兵臺灣時，對此抗議而辭去參議職務、回山口老家。

### 立憲政體方向之樹立
希望木戶回到明治政府裡的大久保利通、伊藤博文、井上馨等人，於明治8年（1875年）2月，設宴招待木戶，眾人展開大阪會議。木戶以讓板垣退助也回歸政府、並確立立憲政體、三權分立與二院制議會為條件而同意復歸後，立憲政體的詔書迅即被發佈。關於議會（立法），設置元老院與地方官會議，作為上下兩院之型。關於司法，則設置與日本現在的最高裁判所相當的大審院。

### 地方官會議

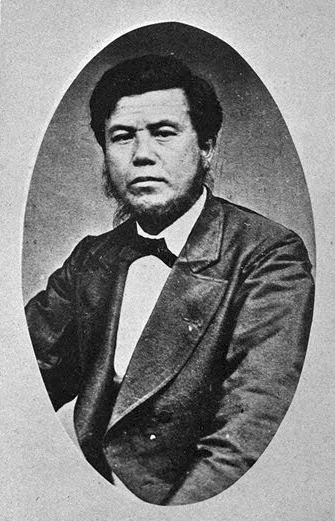
明治维新後西式裝束的木户孝允

明治元年（1868年）的集議所、明治2年（1869年）的公議所等，都是木戶基於開明的方針而嘗試努力的產物，希望落實相當於國會下議院功能之組織。然而，讓存有江戶時代封建意識的各地不滿武士們充任臨時職務與自由發言，就維新方針也好、現實面的可能性也好，都過於乖離，大久保等人甚至斷言「應廢止之」，認為時期尚早、非現實而無意義。再者，這些會議召開於「廢刀令」、「四民平等」實施之前，只是成為薩長土肥以外，被剝奪特權的武士們不滿的發洩場所罷了。
為此，持續摸索相當於現代國會的眾議院、並對其必要性持續主張的木戶，整備環境、並認時機成熟後，於1875年6月20日～7月17日召開第1回的地方官會議，並親自擔任議長舉行。該時點所訂的5項法案均是地方員警、地方議會等得以促進地方自治的法案，然而，隨著大久保內務省的崛起，這些項目並未能夠以木戶策劃的方式實施。

## 西南戰爭與逝世

### 西南戰爭
明治10年（1877年）2月西南戰爭爆發，木戶立刻請求親自征討鹿兒島。大久保也同樣請求擔任鎮撫使親自去面對西鄉。伊藤博文對兩者均予以反對，最後依徵兵令出動皇軍，木戶則與明治天皇一同前往京都出差。
隨著病症惡化進入病危狀態，明治天皇也曾前往探望。在意識朦朧的情況下，木戶握著大久保的手言道：「西鄉還不適可而止嗎！」，在憂心著政府與西鄉雙方中，於5月26日辭世，享年43歲。

### 死後
依照遺願，和眾多的勤皇志士們一同葬於京都靈山護國神社。再者，長州正義派政權時代於山口的居宅處（現今山口縣山口市糸米）建有木戶神社。
晚年，據說木戶在現在的東京都文京區本駒込5丁目、豊島區駒込1丁目的別宅招待友人，當時的庭園現今依舊被維持著。JR山手線駒込駅到該別邸之間，留存著以『木戶坂』命名的坂道。

## 政治主張
木户孝允的日记，显示了他的内心挣扎。木户表示，他的担忧在于他对长州藩的忠诚与国家利益互相冲突。因此，他经常要为自己被指出卖朋友而辩护。在当时的日本，人们不太了解国家的概念。武士比较在乎为他们的藩主争取利益，而非国家。

## 各氏人物評
歷史家德富蘇峰將木戶孝允定義為一位「理念的政治家」，其比較維新三傑之不同：「木戶公最讓人敬佩之處，並不是其行政的手腕，而是其對政治的見識。對國家如何進步的明確洞察力，且此並非高遠的理想、坐而云云之物，而是可以起而實行之物。……就維新三傑來說，南洲先生可說是個偉人，甲東先生則為有力的政治家，而西洋所謂的liberal、statesman之典型則為松菊先生的特質。此人實為立憲政治家中，日本之第一模範人物。」（『木戶松菊先生』，民友社。）；德富先生並對木戶之性格與特質作如下之說明：「木戶絕不是一個單純的理論家，也不是乾燥無味、只顧著自身所思量事物就魯莽地強要付出實行――如此狹隘的強辯家。真要說的話，毋寧是個通曉世情、富有人情味的人物。並且，他的頭腦在有著詩人一面的同時，亦有著論理般地理路整然、條理分明、始終一貫的傾向。因此，雖然他是個對於國家來說不可欠缺的重要人物，然而，作為實行政策的責任者來說，說不合適亦並非過言。這是因他時而堅持主張自己的論點，不能與他人妥協，加上欠缺健康，也使得其執掌急遽繁重的公務變得極為困難，再者，其也有著非常感性的一面，當感情爆發時，甚而表現為如女子般歇斯底里。」如此寫道。（『近世日本国民史・明治三傑』，講談社學術文庫版。）
明治初期受木戶提拔的早稻田學祖大隈重信如此評價木戶：「新政必須要做出實事，以此為最大目的，有卓越識見並能夠貫徹理念的政治家，在明治元勳中只有木戶一人。其實木戶為理想主義者，希望實現自己的理想到極致時，即會與周圍發生衝突。這也不僅是在堅持自己一人的理想，那些為了勤王而失去生命的無數前輩，那些無法看到黎明而已赴黃泉的，認識與不認識的同伴，他理所當然地把已故之人的理想也當作了自己的責任。認真、熱誠，判斷事物公正公平，如此聖上的信任也與眾不同。即使果斷剛毅如大久保，與木戶激烈衝突不斷的人物，也能時刻推許木戶，像是真實從心底裡推崇。若說缺點，無非感情用事一點。喜怒形於色，特別關於是非的順逆正邪，異常地喋喋不休。」
同時代的越前福井藩主松平春嶽則對木戶有如下評價：「木戶公有德、有望，以天下安危為己任，輔佐帝王、統帥內閣參議，其功雖看似沒有大久保顯耀，但實際卻超越大久保許多。所謂天下之棟樑。」，並比較維新三傑：「維新之功，靠眾人之智仁勇協力而成，智勇是大久保，智仁是木戶，勇是西鄉…」（『逸事史補』）。
十多年來被木戶照顧、提攜的長州後輩，伊藤博文也做了下述詩文懷念之：

 追懐往時感無窮 
  三十三年夢寢中 
  顔色威容今尚記 
  名聲輿望古誰同 
  蕭曹房杜忠何比 
  獨相楠公義時通 
  暮畔影詩新録樹 
  山叫盡是血痕紅

歷史小說家司馬遼太郎於小說《宛如飛翔》中描述木戶：
「木戶的政治思想是含有哲學性的，在古今東西方均可通用。而木戶的意見可以經得起千年歷史的考驗。」
作為長年之外交擔當者，不少外國人對木戶有著良好評價：
「那日，我和有名的木戶準一郎（桂小五郎）初次見面。桂是把軍事、政治的最大的勇氣與決意隱藏在心中的人，而他的態度不論何時都是穩重、和煦的。」（『一外交官の見た明治維新』，薩道義爵士Sir Ernest Mason Satow，英國外交官。）
「那麼蘊含強烈精神力的面貌，我在這個國家還沒遇過這樣的人。那人說話時，表情有種獨特的生氣。一見就知道是個非凡的人物。」（Baron de Hübner，奧地利外交官。）

## 登場作品
小說
- 火炎覺醒 木戶孝允（中央公論新社、村松剛（日语：村松剛）著）
- 國之扉 桂小五郎傳（東京圖書出版（日语：東京図書出版）、水嶋元著）

影視作品
- 維新之曲（日语：維新の曲）（1942年、大映、演：市川右太衛門）
- 新撰組（1952年、東映、演：大友柳太朗）
- 壯烈新選組 幕末動亂（日语：壮烈新選組 幕末の動乱）（1960年、東映、演：高田浩吉）
- 地雷火組（1960年、第二東映、演：里見浩太郎）
- 風雪（日语：風雪 (テレビドラマ)）（1964年、NHK、演：小林昭二 → 富田浩太郎）
- 新選組血風錄（日语：新選組血風録 (テレビドラマ)#1965年版）（1965年、NET、演：名和宏）
- 龍馬來了（日语：竜馬がゆく (1965年のテレビドラマ)）（1965年、MBS、演：東千代之介）
- 燃劍（日语：燃えよ剣#1966年版）（1966年、TX、演：井上孝雄）
- 三姊妹（日语：三姉妹）（1967年、NHK大河劇、演：御木本伸介）
- 龍馬來了（1968年、NHK大河劇、演：高橋昌也（日语：高橋昌也 (俳優)））
- 第十一位志士（日语：十一番目の志士#テレビドラマ）（1968年、NET、演：山本耕一（日语：山本耕一 (俳優)））
- 吉田松陰（日语：吉田松陰 (テレビドラマ)）（1969年、KTV、演：村井国夫）
- 天皇的世紀（日语：天皇の世紀#第一部（テレビドラマ））（1971年、ABC、演：袋正）
- 新選組（日语：新選組 (テレビドラマ)）（1973年、CX、演：菅原文太）
- 鞍馬天狗（日语：鞍馬天狗 (1974年のテレビドラマ)）（1974年、NTV、演：中村賀津雄）
- 勝海舟（日语：勝海舟 (NHK大河ドラマ)）（1974年、NHK大河劇、演：和崎俊哉）
- 明治群像：海上火輪（日语：明治の群像 海に火輪を）（1976年、NHK、演：北村耕太郎）
- 花神（日语：花神 (NHK大河ドラマ)）（1977年、NHK大河劇、演：米倉齊加年（日语：米倉斉加年））
- 乘雲飛翔（日语：雲を翔びこせ）（1978年、TBS、演：細川俊之）
- 風在燃燒（日语：風が燃えた）（1978年、TBS、演：竹脇無我）
- 德川一族的崩壞（日语：徳川一族の崩壊）（1980年、東映、演：松方弘樹）
- 沖田總司 華麗的暗殺者（1982年、CX、演：佐藤允）
- 幕末青春塗鴉：坂本龍馬（日语：幕末青春グラフィティ 坂本竜馬）（1982年、NTV、演：小室等）
- 龍馬來了（日语：竜馬がゆく#1982年版）（1982年、TX、演：龍崎勝（日语：竜崎勝））
- 壬生戀歌（日语：壬生の恋歌）（1983年、NHK、演：坂口徹郎（日语：坂口祐三郎））
- 白虎隊（日语：白虎隊 (1986年のテレビドラマ)）（1986年、NTV、演：石橋正次）
- 幕末青春塗鴉：Ronin 坂本龍馬（日语：幕末青春グラフィティ Ronin 坂本竜馬）（1986年、東寶、演：川谷拓三）
- 高爾夫黎明之前（日语：ゴルフ夜明け前）（1987年、東寶、演：島田紳助）
- 新選組（1987年、ANB、演：江守徹）
- 田原坂（日语：田原坂 (テレビドラマ)）（1987年、NTV、演：風間杜夫）
- 斬殺龍馬的男人（日语：竜馬を斬った男#映画）（1987年、松竹、本田博太郎（日语：本田博太郎））
- 五稜郭（日语：五稜郭 (テレビドラマ)）（1988年、NTV、演：青井輝彥（日语：あおい輝彦））
- 奇兵隊（日语：奇兵隊 (テレビドラマ)）（1989年、NTV、演：中村雅俊）
- 坂本龍馬（日语：坂本龍馬 (テレビドラマ)）（1989年、TBS、演：篠田三郎）
- 燃劍（日语：燃えよ剣#1990年版）（1990年、TX、演：志垣太郎）
- 宛如飛翔（1990年、NHK大河劇、演：田中健（日语：田中健 (俳優)））
- 幕末純情傳（日语：幕末純情伝）（1991年、松竹、演：柄本明）
- 拜託龍馬了！（日语：竜馬におまかせ!）（1996年、NTV、演：軌保博光）
- 龍馬來了（日语：竜馬がゆく#1997年版）（1997年、TBS、演：石黑賢）
- 德川慶喜（1998年、NHK大河劇、演：黑田亞瑟）
- 新選組血風錄（日语：新選組血風録#1998年版）（1998年、EX、演：勝野洋）
- 尾張幕末風雲錄（1998年、TX、演：藤田清二）
- 蒼天之夢（日语：世に棲む日日#蒼天の夢）（2000年、NHK、演：阿部寛）
- 龍馬來了（日语：竜馬がゆく#2004年版）（2004年、TX、演：原田龍二）
- 新選組！（2004年、NHK大河劇、演：石黑賢）
- 少年白虎隊（日语：白虎隊 (2007年のテレビドラマ)）（2007年、EX、演：榊英雄）
- 鞍馬天狗（日语：鞍馬天狗 (2008年のテレビドラマ)）（2008年、NHK、演：石原良純）
- 篤姬（2008年、NHK大河劇、演：鈴木淳評（日语：スズキジュンペイ））
- 南洲翁異聞〜おいどんは、丸腰・平和使節で韓国へ行く〜（2008年、KTS、演：佐藤一平）
- 龍馬傳（2010年、NHK大河劇、演：谷原章介）
- 仁者俠醫（2011年、TBS、演：山口馬木也）
- 新選組血風錄（日语：新選組血風録#2011年版）（2001年、NHK-BS、演：野村宏伸）
- 神劍闖江湖（2012年、華納、演：宮川一朗太）
- 八重之櫻（2013年、NHK大河劇、演：及川光博）
- 花燃（2015年、NHK大河劇、演：東山紀之）
- 我們的薩長同盟（日语：FNS27時間テレビ (2017年)）（2017年、CX、演：濱野謙太）
- 龍馬的遺言（2018年、NHK、演：佐渡山順久）
- 西鄉殿（2018年、NHK大河劇、演：玉山鐵二）
- 燃劍（日语：燃えよ剣#2020年版）（2020年、東寶、演：淵上泰史）
- 神劍闖江湖 最終章 The Beginning（2021年、華納兄弟、演：高橋一生）
- 幕末相棒傳（日语：相棒_(五十嵐貴久の小説)#テレビドラマ）（2022年、NHK、演：駿河太郎）
- 新解釋・幕末傳（日语：新解釈・幕末伝）（2025年、東寶、演：山田孝之）

漫畫
- 浪客劍心～明治劍客浪漫譚～追憶編 （集英社、和月伸宏作）
- 銀魂（集英社、空知英秋作）
- HAPPY MAN〜爆裂怒濤的桂小五郎〜（双葉社、石渡治（日语：石渡治）作）

遊戲
- 維新之嵐
- 維新之嵐：幕末志士傳
- 維新之嵐：疾風龍馬傳
- 人中之龍 維新！（聲優：山寺宏一）
- 在茜色天空下與君詠唱（聲優：細谷佳正）

## 脚注
1. ↑  日本史1000人下巻 (ビジュアル版) P170起
2. ↑  日期根據山尾庸三日記。
3. ↑  註：地租改正是將稅率依照地價一定比率課徵，不會有從前以農作物課徵因農作物的豐收或欠收而造成稅收變動的情形，政府得以確保穩定的收入。具體來說，也可說是政府將農作物價格變動的風險，由政府轉嫁至農民。再者，基於「不可以比過去的稅收減少」的方針，而訂定3%的高額稅率（身為地租改正推進派的木戶，卻認為如此高稅率會將農民推至比幕藩體制更殘酷的時代，而反對到最後）。
地租改正實施後，結果上大多數的農民負擔都增高了，還有一些土地因納稅困難而被政府沒收，伊勢暴動、真壁暴動等一揆（地租改正反對一揆）不斷發生，其中也有著自由民權運動加之的影響。因此，為防止士族反亂與農民一揆的結合，大久保於1877年（明治10年）將稅率調降為2.5%。